# North Randall
North Randall é uma aldeia localizada no estado norte-americano do Ohio, no Condado de Cuyahoga.

## Demografia
Segundo o censo norte-americano de 2000, a sua população era de 906 habitantes.
Em 2006, foi estimada uma população de 850, um decréscimo de 56 (-6.2%).

## Geografia
De acordo com o United States Census Bureau tem uma área de 2,0 km², dos quais 2,0 km² cobertos por terra e 0,0 km² cobertos por água.

## Localidades na vizinhança
O diagrama seguinte representa as localidades num raio de 8 km ao redor de North Randall.